# Afghan Star
Afghan Star é um filme do gênero documentário, lançado no ano de 2009 e que participou da competição de música afegã. O filme foi dirigido por Havana Marking e distribuído por Zeitgeist Films.

## Indicações e prêmios
Abaixo há uma lista de prêmios ganhos e inscrições do referido filme.

### Prêmios ganhos
- 2009 Sundance Film Festival
- World Cinema Directing Award: Documentário
- World Cinema Audience Award: Documentário

### Inscrições
- Prêmio Óscar de 2010
- Melhor filme estrangeiro - Reino Unido

## Aceitação do público
O filme foi bem recebido, sendo classificado recentemente com 100% de aprovação no Rotten Tomatoes, a qual foi sua melhor performance em 2009. Foi rotulado como uma Escolha da Crítica pelo NYT, depois que Stephen Holden recomendou-o em sua crítica para o The New York Times. Holden elogiou o filme pela maneira como explorou a moderna cultura afegã pelo "prisma" de seus quatro protagonistas e suas próprias guerras pessoais.